# Polen i olympiska vinterspelen 2002
Polen deltog i olympiska vinterspelen 2002. Polens trupp bestod av 27 idrottare varav 22 var män och 5 var kvinnor. Den äldsta idrottaren i Polens trupp var Tomasz Żyła (35 år, 11 dagar) och den yngsta var Tomisław Tajner (18 år, 275 dagar).

## Medaljer

### Silver
- Backhoppning
  - Stora backen: Adam Małysz

### Brons
- Backhoppning
  - Lilla backen: Adam Małysz

## Resultat

### Alpin skidåkning
- Slalom herrar
  - Andrzej Bachleda Curuś III - 10

### Skidskytte
- 10 km sprint herrar
  - Wojciech Kozub - 18
  - Tomasz Sikora - 31
  - Wiesław Ziemianin - 58
  - Krzysztof Topór - 61
- 12,5 km jaktstart
  - Tomasz Sikora - 25
  - Wojciech Kozub - 34
  - Wiesław Ziemianin - 50
- 20 km herrar
  - Wiesław Ziemianin - 30
  - Tomasz Sikora - 46
  - Wojciech Kozub - 69
  - Krzysztof Topór - 74
- 4x7,5 km stafett herrar
  - Wiesław Ziemianin, Wojciech Kozub, Krzysztof Topór och Tomasz Sikora - 9
- 7,5 km damer
  - Anna Stera-Kustusz - 43
- 10 km jaktstart damer
  - Anna Stera-Kustusz - 43
- 15 km damer
  - Anna Stera-Kustusz - 54

### Bob
- Fyra-manna
  - Tomasz Żyła, Dawid Kupczyk, Krzysztof Sieńko och Tomasz Gatka - 18

### Längdskidåkning
- Sprint herrar
  - Janusz Krężelok - 9
- 10+10 km herrar
  - Janusz Krężelok - 32

### Konståkning
- Par
  - Dorota Zagórska-Siudek och Mariusz Siudek - 7
- Isdans
  - Sylwia Nowak och Sebastian Kolasiński - 13

### Short track
- 500 m herrar
  - Krystian Zdrojkowski - 27
- 1 000 m herrar
  - Krystian Zdrojkowski - 19
- 1 500 m herrar
  - Krystian Zdrojkowski - 25

### Backhoppning
- Lilla backen
  - Adam Małysz - 3
  - Robert Mateja - 37
  - Tomasz Pochwała - 40
  - Wojciech Skupień - 42
- Stora backen
  - Adam Małysz - 2
  - Robert Mateja - 29
  - Tomisław Tajner - 39
  - Tomasz Pochwała - 43
- Lag
  - Robert Mateja, Tomisław Tajner, Tomasz Pochwała och Adam Małysz - 6

### Snowboard
- Halfpipe herrar
  - Marek Sąsiadek - 17
- Parallellstorslalom damer
  - Jagna Marczułajtis - 4

### Skridsko
- 500 m herrar
  - Paweł Abratkiewicz - 16
  - Tomasz Świst - 22
- 1 000 m herrar
  - Tomasz Świst - 21
  - Paweł Abratkiewicz - 29
- 5 000 m herrar
  - Paweł Zygmunt - 14
- 10 000 m herrar
  - Paweł Zygmunt - 14
- 1 000 m damer
  - Katarzyna Wójcicka - 26
- 3 000 m damer
  - Katarzyna Wójcicka - 26